# Batalha de Beicang
A Batalha de Beicang, também conhecida como Batalha de Peitsang, foi travada em 5 de agosto de 1900 durante a Rebelião dos Boxers, entre a Aliança das Oito Nações e o exército chinês. O exército chinês foi forçado a sair das trincheiras que montou e recuou para Yangcun. O contingente japonês liderou o ataque da Aliança; com contingentes também presentes da Rússia, Grã-Bretanha, América e França.

## Contexto
O Levante dos Boxers foi uma revolta anti-imperialista, anti-estrangeira e anti-cristã na China em 1899. O pano de fundo imediato da revolta incluia seca severa e destabilização pelo crescimento de esferas de influência estrangeiras após a Guerra Sino-Japonesa de 1895 . Após vários meses de crescente violência e assassinato em Shandong e na planície do norte da China contra a presença estrangeira e cristã em junho de 1900, os combatentes boxer, convencidos de que eram invulneráveis a armas estrangeiras, reuniam-se em Pequim com o slogan "Apoiar o governo Qing e exterminar os estrangeiros ". A imperatriz chinesa Cixi apoiou os Boxers e em 21 de junho emitiu um decreto imperial declarando guerra às potências estrangeiras. Diplomatas, civis estrangeiros, soldados e cristãos chineses procuraram refúgio no Bairro da Legação onde foram sitiados .
Em 4 de agosto de 1900, os soldados da Aliança das Oito Nações deixaram a cidade de Tianjin para marcharem em direção a Pequim com a finalidade de destruir o cerco. A força consistia em aproximadamente 20.000 soldados, com contingentes do Japão (10.000); Rússia (4.000); Grã-Bretanha (3.000); Estados Unidos (2.000); França (800); Alemanha, (200); e Áustria e Itália (100). O reconhecimento indicou que as forças chinesas estavam entrincheiradas em Beicang, a dez quilômetros de Tianjin, em ambos os lados do rio Hai . Os americanos, britânicos e japoneses avançaram no lado oeste do rio e os russos e franceses no leste. Os exércitos acamparam na noite de 4 a 5 de agosto perto do Forte Xigu . O plano da Aliança era que os japoneses, apoiados pelos britânicos e americanos, deveriam virar o flanco direito das linhas chinesas e para os russos e franceses virarem o flanco esquerdo no lado oposto do rio Hay. A força chinesa, estimada entre 8.000 e 12.000, foi posicionada atrás de várias linhas de fortificações de terraplanagem bem construídas com aproximadamente 26 peças de artilharia em posições-chave. Era, de acordo com relatos contemporâneos, "uma posição formidável para atacar".

## Batalha
Às 3:00 da madrugada os japoneses lançaram o ataque capturando uma bateria de artilharia no ponto mais à direita das linhas chinesas. Então eles avançaram pelo flanco das posições chinesas. Ao amanhecer começou um duelo de artilharia entre japoneses e chineses que durou cerca de meia hora. Durante a barragem de artilharia, um regimento japonês avançou e lançou um ataque direto às posições chinesas perto do rio, avançando em proximidade pelos campos de milhete e milho sob uma barragem de fogo constante das trincheiras chinesas. Os japoneses tinham solicitado apoio da cavalaria britânica para este ataque, mas a ajuda não chegou, então os japoneses avançaram sozinhos. Os nipónicos sofreram baixas pesadas mas forçaram os chineses a sair das trincheiras numa retirada apressada.
Na margem leste do rio Hai, os russos e franceses não conseguiram contornar o flanco chinês devido ao terreno inundado. No entanto, a vitória japonesa na margem oeste forçou os chineses a recuar, o que eles fizeram no momento oportuno. Os chineses preservaram a maior parte de sua artilharia ao retirá-la no início da batalha, uma ação que, de acordo com um relatório do Departamento de Guerra dos Estados Unidos, "deve ter predisposto o resto de seu exército a uma retirada imediata".
Cerca de 50 chineses morreram na batalha. Quase todas as baixas da Aliança foram japonesas, totalizando 60 mortos e 240 feridos. Algumas baixas britânicas e russas foram causadas pelo fogo de artilharia chinesa. Os americanos nunca foram engajados, não encontrando o caminho para o campo de batalha até que a ação terminasse. Os feridos do Japão foram tratados por médicos americanos.

## Consequências
A batalha já tinha terminado às 9:00 da manhã. A perseguição ao exército chinês foi dificultada quando os chineses cortaram pelas margens do rio para inundar as planícies circundantes. O exército da Aliança acampou em Beicang e o seu comboio de suprimentos de Tianjin chegou durante o dia. A primeira batalha durante a marcha para Pequim foi uma vitória relativamente fácil, embora tivesse custado baixas para os japoneses. Os chineses agora aguardavam a ofensiva da Aliança nas fortes posições defensivas de Yangcun .
Um participante da Batalha de Beicang comentou: “as forças chinesas receberam um golpe do qual nunca se recuperaram. Eles nunca mais ofereceram resistência determinada".